# Wiwat, wiwat FRELIMO
Wiwat, wiwat FRELIMO (port. Viva, Viva a FRELIMO) – hymn państwowy Mozambiku w latach 1975–2002. Napisał go Justino Sigaulane Chemane.

## Słowa hymnu
| Wersja portugalska Viva, viva a FRELIMO, Guia do Povo Moçambicano! Povo heróico qu'arma em punho O colonialismo derubou. Todo o Povo unido Desde o Rovuma até o Maputo, Luta contra imperialismo Continua e sempre vencerá. Chorus: Viva Moçambique! Viva a Bandeira, simbolo Nacional! Viva Moçambique! Que por ti o Povo lutará. Unido ao mundo inteiro, Lutando contra a burguesia, Nossa Pátria será túmulo Do capitalismo e exploração. O Povo Moçambicano D'operários e de camponeses, Engajado no trabalho A riqueza sempre brotará. Chorus: Viva Moçambique! Viva a Bandeira, simbolo Nacional! Viva Moçambique! Que por ti o Povo lutará. | Wersja polska Wiwat, wiwat FRELIMO, Przewodniku Mozambickiego ludu, Bohaterskich ludzi, którzy z bronią, Wypędzali kolonialistów. Cały lud się zjednoczył, Od Rovuma do Maputo, W walce przeciwko imperializmowi I będzie ją kontynuować, aż zwycięży. Refren: Wiwat Mozambik! Wiwat nasza flaga, symbol narodu! Wiwat Mozambik! Dla ciebie nasz lud walczy. Połączony z całym światem, Walczy przeciwko burżujom. Nasz kraj stanie się grobem Dla kapitalizmu i wyzysku. Lud Mozambiku, Robotnicy i chłopi, Zaangażowani w swą pracę, Będą zawsze tworzyć bogactwa. Refren: Wiwat Mozambik! Wiwat nasza flaga, symbol narodu! Wiwat Mozambik! Dla ciebie nasz lud walczy. |